# Mercenar

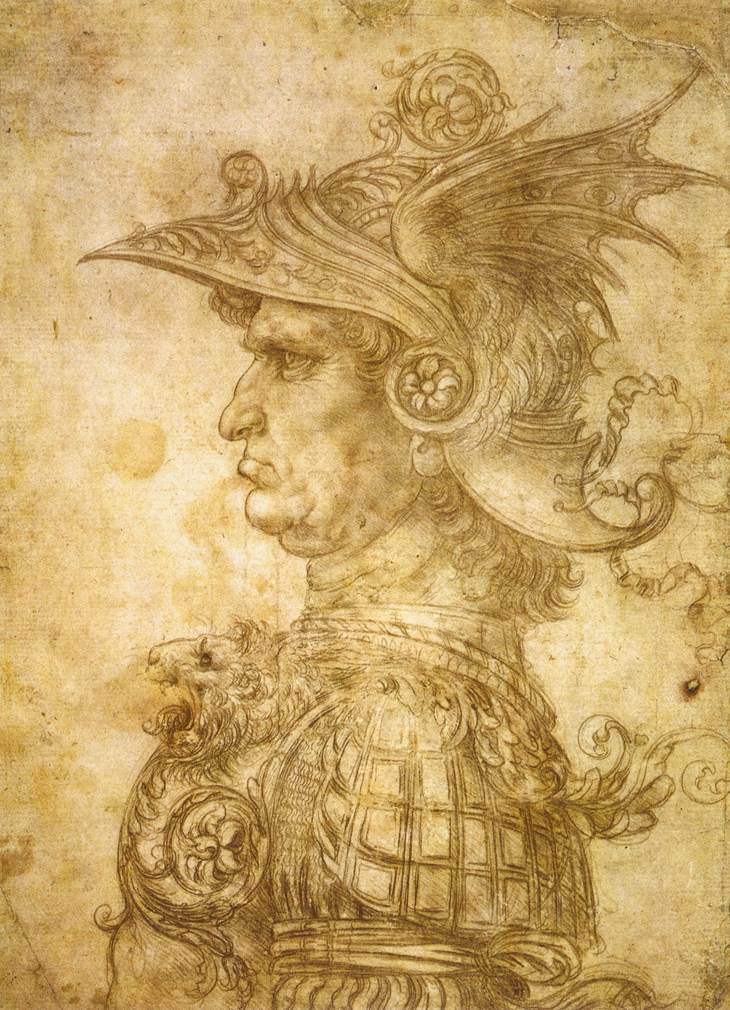
Leonardo da Vinci - Profilo di capitano antico, lucrare cunoscută și ca il Condottiero, 1480. Condottiero a fost termenul care denumea un lider militar mercenar în italiană în Evul Mediu.

Un mercenar este o persoană care este special recrutată în țară sau în străinătate pentru a lupta într-un conflict armat care ia parte la ostilități în special în vederea obținerii unui avantaj personal și căreia îi este efectiv promisă, de către o parte la conflict sau în numele ei, o remunerație superioară aceleia promise sau plătite combatanților având un grad și o funcție analoge în forțele armate ale acestei părți; care nu este nici resortisant al unei părți la conflict și nici rezident al teritoriului controlat de o parte la conflict; care nu este membru al forțelor armate ale unei părți la conflict și care nu a fost trimisă de către un stat, altul decât o parte la conflict, în misiune oficială ca membru al forțelor armate ale statului respectiv.
Ca urmare a faptului că mercenarul are ca principală motivație banii, termenul în sine a căpătat o conotație negativă. Între termenii „mercenar” și „voluntar străin” sau „soldat al Legiunii Străine” există o demarcare semantică greu sesizabilă, în cazul celor din urmă presupunându-se de obicei că militarii sunt motivați în primul rând de considerații politice și ideologice. De exemplu, Legiunea Străină Franceză și unitățile Gurkha din Armata Britanică și cea indiană nu sunt formate din mercenari, în conformitate cu prevederile legilor războiului. Deși militarii lor corespund descrierii Articolului 47 din Protocolul I al Convențiilor de la Geneva, ei sunt exceptați de la clauzele 47 a, c, d, e și f. Cu toate acestea, ei sunt descriși uneori pe nedrept ca fiind mercenari

## Legile războiului
Vedeți și:  Legile războiului , Corsar,  Lettre de marque , și Societate militară privată
Protocolul adițional GC 1977 (APGC77) oferă definiția cea mai acceptată la nivel internațional, (deși există țări care o resping, printre care SUA). Protocolul adițional la Convențiile de la Geneva din 12 august 1949 privind protecția victimelor conflictelor armate internaționale, (PROTOCOL I), din 8 iunie 1977 prevede:
„Articolul 47
1.  Un mercenar nu are dreptul la statutul de combatant sau de prizonier de război.
2.  Prin termenul mercenar se înțelege orice persoană:
(a)  care este special recrutată în țară sau în străinătate pentru a lupta într-un conflict armat;
(b)  care, în fapt, ia parte la ostilități;
(c)  care ia parte la ostilități în special în vederea obținerii unui avantaj personal și căreia îi este efectiv promisă, de către o parte la conflict sau în numele ei, o remunerație superioară aceleia promise sau plătite combatanților având un grad și o funcție analoage în forțele armate ale acestei părți;
(d) care nu este nici resortisant al unei părți la conflict și nici rezident al teritoriului controlat de o parte la conflict;
(e)  care nu este membru al forțelor armate ale unei părți la conflict și
(f)  care nu a fost trimisă de către un stat, altul decât o parte la conflict, în misiune oficială ca membru al forțelor armate ale statului respectiv.”
Pentru ca un combatant să fie considerat drept mercenar, el trebuie să satisfacă toate criteriile (a – f) Convenției de la Geneva.
În conformitate cu prevederile Convenției de la Geneva din 1949 (GC III), un soldat capturat trebuie tratat ca un combatant legitim și, prin aceasta, trebuie să fie tratată ca o persoană protejată cu statut de prizonier de război, până când va apărea în fața unui tribunal competent
Articolul 5

…Dacă există vreo îndoială în ce privește încadrarea în una din categoriile enumerate în articolul 4 a persoanelor care au comis un act de beligeranță și care au căzut în mâinile inamicului, numitele persoane vor beneficia de protecția prezentei convenții, în așteptarea ca statutul lor să fie determinat de un tribunal competent.</ref>. Acest tribunal va determina dacă soldatul este sau nu un mercenar.
În cazul în care tribunalul decide că soldatul este mercenar el devine un „combatant nelegitim”, dar trebuie tratat în continuare „cu omenie și, în caz de urmărire, nu vor fi lipsite de dreptul lor la un proces echitabil și reglementar, așa cum se prevede prin prezenta convenție”. Singura excepție posibila de la această ultimă prevedere privește persoana care este resortisant al unei părți la conflict sau rezident al teritoriului pe care își desfășoară activitatea autoritatea care îl ține prizonier, în acest caz el neputând fi definit ca mercenar în accepțiunea Articolului 5 al Convenției de la geneva din 1949.
Dacă soldatul capturat este declarat mercenar la sfârșitul procesului intentat, el poate fi tratat ca un criminal condamnat și pedepsit inclusiv cu moartea. Dat fiind faptul că mercenarii nu sunt considerați prizonieri de război, autoritate care îi ține prizonieri nu este obligată să îi elibereze la încheierea războiului. Cel mai cunoscut exemplu a judecării unor mercenari în perioada postbelică este așa-numitul „Proces de la Luanda”, la sfârșitul căruia un tribunal angolez a pronunțat nouă sentințe la închisoare cu termene de 16 – 30 de ani și patru sentințe capitale împotriva unor mercenari americani și britanici. Cei patru mercenari condamnați la moarte au fost executați prin împușcare pe 10 iulie 1976.
Statutul legal al contractorilor civili depinde de natura muncii și cetățenia lor și de participarea sau nu la conflict. Dacă ei nu au luat parte efectiv la conflict, (Articolul 47.b), ei nu sunt considerați mercenari, ci doar civili care au un rol necombatant și sunt îndreptățiți să se bucure de protecția Convenției de la Geneva.
ONU a aprobat pe 4 decembrie 1989 „Convenția internațională împotriva recrutării, folosirii, finanțării și pregătirii mercenarilor” nr. A/RES/44/34. Convenția a intrat în vigoare pe 20 octombrie 2001. Articolul 1.1 conține prevederi similare articolului 47 al Protocolului I al Convenției de la Geneva. Articolul 1.2 lărgește definiția mercenarului pentru includerea persoanelor care nu au cetățenia statului care sunt recrutate pentru răsturnarea unui guvern sau pentru subminarea ordinii constituționale a statului și care sunt motivați în principal de promisiunea câștigurilor materiale private. Articolul 1.2 include în rândul mercenarilor și acele persoane care nu iau parte în mod direct la ostilități, dar participă activ la planificarea uni lovituri de stat.
În ceea ce privește Articolul 47 al Protocolului I al Convenției de la Geneva se consideră că a fost redactat pentru acoperirea activității mercenarilor din Africa postcolonială și nu abordează în mod corespunzător utilizarea societăților militare private de către statele suverane.
Situația din Războiul din Irak și ocupația țării de după adoptarea Rezoluția Consiliului de Securitate al ONU nr. 1546, care stabilea predarea puterii către guvernul irakian, demonstrează dificultățile legate de definirea statutului soldatului mercenar. În perioada în care SUA a guvernat Irakul, niciun cetățean american care lucra pe post de gardă înarmată în regiune nu putea fi considerat mercenar, deoarece el era „resortisant al unei părți la conflict” (Articolul 47.d al Protoculului I al Convenției de la Geneva). Odată cu predarea puterii către guvernul irakian, dacă forțele coaliției nu sunt considerate ca fiind în continuare „părți la conflict”, dar soldații lor sunt trimiși „de către un stat, altul decât o parte la conflict, în misiune oficială ca membru al forțelor armate ale statului respectiv” (Articolul 47.f), atunci, în afară cetățenilor americani care lucrează ca gărzi armate și sunt rezidenți legali ai Irakului (Articolul 47.d), și sunt implicați în schimburi de focuri, restul luptătorilor au statutul de mercenari. Din punct de vedere legal, pentru evitarea statutului de mercenar, juriștii încearcă să justifice prezența gărzilor înamrmate în Irak afirmând că SUA și alte forțe ale coaliției sunt părți ai unui conflict neterminat, prin aceasta evitându-se interpretarea din Articolul 47.d.

### Legile diverselor state cu privire la mercenari
Mai multe state interzic prin lege cetățenilor lor să lupte ca mercenari în războaie externe, în afara cazului în care militarii nu se află sub comanda directă a propriilor forțe armate naționale

#### Franța
Franța a declarat în 2003 activitățile legate de mercenariat, așa cum sunt definite ele de protocolul Convenției de la Geneva, pentru cetățenii francezi și rezidenții permanenți ca fiind ilegale (Codul Penal, L436-1, L436-2, L436-3, L436-4, L436-5). Această lege nu îi împiedică pe cetățenii francezi să se înroleze ca voluntari în forțe armate străine. Legea se aplică doar activităților militare motivate de un nivel de remunerație, care le califică drept mercenare.

#### Africa de Sud
Africa de Sud a votat în 1998 „Foreign Military Assistance Act”, prin care interzice cetățenilor și rezidenților săi să se implice în conflicte externe fără aprobarea guvernului, permițând totuși participarea la operațiuni cu caracter umanitar. În 2005, legea a fost modificată pentru a permite cetățenilor sud-africani să lucreze ca gărzi private în Irak după anul 2003. Modificarea a fost necesară și pentru a face față provocărilor judiciare generate de implicare lui Mark Thatcher (fiul fostului premier britanic Margaret Thatcher) în „posibila finanțare și asistență juridică în relație cu presupusa încercare de lovitură de stat din Guineea Ecuatorială” organizată de Simon Mann .

#### Regatul Unit
Regatul Unit a emis încă din 1819 „Foreign Enlistment Act”, lege care a fost modicată în 1870. Acest act declara ilegală înrolarea unui supus britanic în forțele unui stat aflat în stare de război cu orice alt stat care nu este în stare de război cu Regatul Unit. Un mare număr de voluntari britanici au luptat de partea rebelilor greci în timpul Războiului de Independență al Greciei, putându-se considera că au încălcat legea. În acest caz, s-a pus problema dacă rebelii puteau fi considerați sau nu un „stat” în conformitatea cu accepțiunea „Foreign Enlistment Act”. Până în cele din urmă, s-a considerat că rebelii puteau fi considerați un „stat” iar, în 1896, Consiliul Privat al Regatului Unit a apreciat că prevederile legii nu sunt aplicabile voluntarilor.
Guvernul britanic a cercetat și cazul voluntarilor care au luptat în Brigăzile Internaționale în Războiul Civil Spaniol ca și a celor implicați de partea Frontul de Eliberare Națională a Angolei în Războiul Civil Angolez. Nu s-a luat nicio măsură în niciunul dintre aceste cazuri împotriva cetățenilor britanici care au participat la lupte.

#### Statele Unite ale Americii
Legea Anti-Pinkerton din 1893 a interzis guvernului american să folosească serviciile Agenției Naționale de Detectiv Pinkerton sau a oricărei alte companii private de securitate în lupta împotriva greviștilor. În 1977, prin interpretarea prevederii acestei legi, Curtea de Apel a SUA pentru Cercul al 5-lea a intrezis guvernului să angajeze companii care oferă „forțe cvasi-militare, mercenare”. În ceea ce privește această interpretare, există în continuare discuții dacă articolul se referă doar la folosirea unor asemenea forțe împotriva greviștilor sau nu. 
„Scopul legii și istoria legislativă arată că o organizație a fost „similară” cu Pinkerton Detective Agency numai în cazul în care acesta a oferit pentru angajare forțe mercenare, cvasi-militare ca spărgători de grevă și gărzi înarmate. Ea a avut ca efect secundar descurajarea oricărei alte organizații să furnizeze astfel de servicii, ca nu cumva acesta să fie etichetată drept o „organizație similară”. Istoria legislativă susține doar acest punct de vedere.”
Pe 7 iunie 1978, printr-o scrisoare către șefii Federal Departments and Agencies, Inspectorul General a dat o interpretare acestei decizii prin care erau exceptate de la prevederile ei „serviciile de pază și protecție”.
Printr-o hotărâre provizorie a Departamentului Apărării al SUA (intrată în vigoare în iunie 2006) a fost autorizată activitatea contractorilor, alții decât cei din domeniul securității private, să folosească forța letală împotriva forțelor înarmate ale inamicului doar în caz de autoapărare.. Această hotărâre provizorie stabilea că toți furnizorii de servicii private de securitate sunt autorizați să folosească forța letală când protejează persoanele și bunurile clienților lor, după cum este prevăzut în contract. (A existat o interpretare conform căreia acești contractori autorizați se pot angaja în luptă în numele guvernlui SUA). Aceeași hotărâre afirma că este responsabilitatea comandantului forței combatante să se asigure că obiectul contractului nu autorizează acțiuni specifice armatei guvernamentale, de exemplu atacuri sau raiduri preventive.
Pe de altă parte, civilii din cadrul forțelor armate ale SUA își pierd protecția prevăzută de legile războiului în cazul în care participă direct la ostilități. Inspectorul General al SUA a respins pe 18 august obiecțiunile împotriva prevederii conform cărora companiile private care aveau contract cu armata SUA ar fi violat Legea Anti-Pinkerton Act, arătând că acești contractori privați asigurau persoane și vehicule de escortă, forță de muncă, arme și echipamente pentru asigurarea securității interne a Victory Base Complex din Irak. Inspectorul General a considerat că legea nu a fost încălcată deoarece contractorilor privați nu li s-a cerut să asigure forțe cvasi-militare pe post de spărgători de grevă. În schimb, ziarul Washington Post a scris pe 1 iunie 2007: „Un judecător federal a decis ieri ca armata să abțină temporar de la atribuirea celui mai mare contractul de securitate în Irak. Decizia a urmat unei serii neobișnuite de evenimente declanșate când un veteran al armatei americane, Brian X. Scott, a depus un protest împotriva practicii guvernului de angajare a celor pe care el îi numește mercenari, după cum afirmă surse care cunosc problema”. Deși Scott a fost cel care a depus un reclamație la Curtea Federală, curtea a dat amintitul ordin ca urmarea a intervenției a unor noi reclamanți în acest caz – în fapt firme private de securitate care doreau să liciteze sus-numitul contract
Contractul cu o valoare de aproximativ 400 milioane $ era pentru asigurarea de informații pentru armata SUA și asigurarea protecției Corpului de geniști americani care lucra la lucrările de reconstrucție din Irak. Acest caz a adus în atenția publicului cele mai controversate aspecte ale războiului din Irak: externalizarea serviciilor de protecție armată în favoarea a aproximativ 20.000 de contractori militari.

## Gurkha și Legiunea Străină Franceză

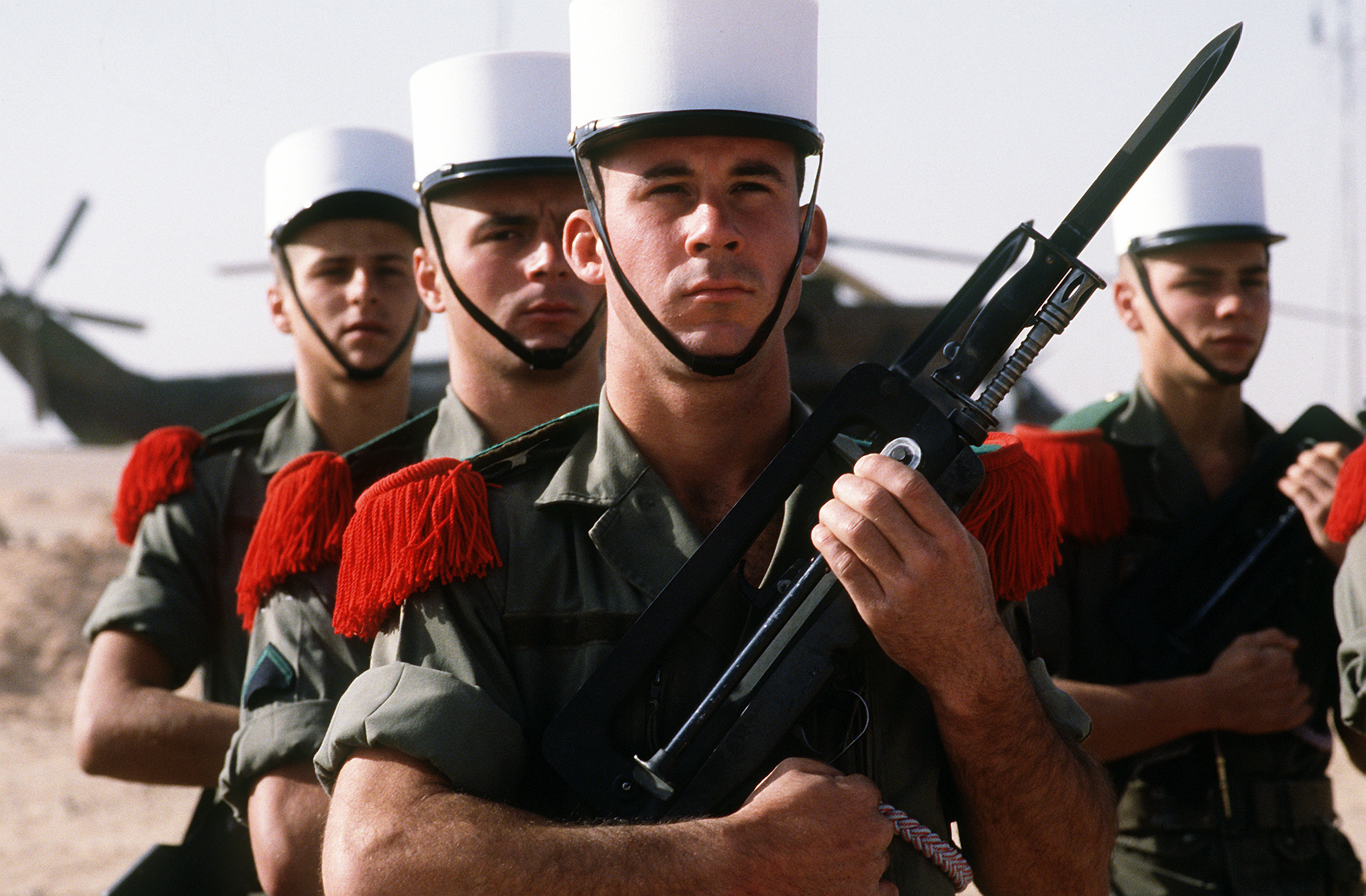
Peste 600.000 de soldați au efectuat serviciul militar în rândul Legiunii Străine Franceze în cei peste 150 de ani de existență

Cele mai cunoscute formațiuni combatante naționale în care activează cetățeni străini sunt unitățile Gurkla ale armatelor britanică și indiană și Legiunea Străină Franceză.
Cetățenii străini recrutați din țările Commonwealthului pentru armata britanică jură credință monarhului britanic și pot servi în orice unitate a armatei. Totuși, gurkha își îndeplinesc serviciul militar în unități dedicate ale armatei britanice, (administrate anume de Brigada gurkha). Deși sunt cetățeni ai Nepalului, o țară care nu este parte a Commonwealthului, ei jură totuși credință monarhului britanic și se supun regulilor și regulamentelor armatei britanice. Reguli asemănătoare sunt aplicate în cazul militarilor gurkha din armata indiană. „Legionarii” francezi sunt încadrați în unitățile Legiunii Străine, ale cărei unități sunt repartizate și luptă sub comanda armatei franceze. Prin aceste aranjamente legale, militarii gurkha și legionarii din armatele britanică, indiană și franceză sunt membri ai respectivelor forțe armate nu pot fi considerați mercenari, așa cum sunt definiți aceștia în articolul 47.f al Protocolului I al Convenției de la Geneva.

## Istoric

### Africa

#### Egiptul Antic

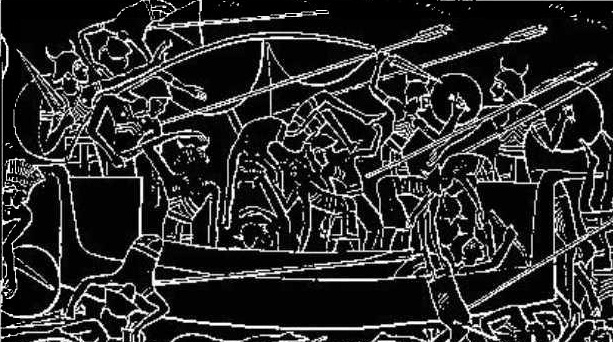
Luptări ai „popoarelor mării” în luptă cu egiptenii

Una dintre primele mențiuni ale unor forțe auxiliare străine datează încă din vremea Egiptului Antic, din secolul al XIII-lea î.Hr.. Faraonul Ramses al II-lea a folosit conform acestor surse 11.000 de mercenari în campaniile sale militare. De-a lungul întregii istorii a Vechiului Regat și până în anii Noului Regat, faraonii s-au folosit de serviciile luptătorilor „medjay”. Acest nume generic definea cercetașilor și infanteriștilor recrutați din rândul triburilor nubiene. De asemenea, egiptenii au mai folosit mercenari din alte regiuni din afara granițelor regatului – din Libia, Siria, Canaan sau membri ai așa-numitelor „popoare maritime”. Aceștia din urmă apar ca gărzi de corp pe basorelifurile care îl reprezintă pe Ramses al II-lea, fiind individualizați de coifurile cu coarne. Mercenarii celți au fost angajați de liderii lumii elene. Astfel se explică colonizarea de către celți a Galatiei (regiune din Anatolia). Conducătorii eleni ai Egiptului Ptolemeic au utilizat la rândul lor mercenari celți.

#### Secolul al XX-lea
O bună parte dintre aventurieirii care au fost descriși ca mercenari au fost de multe ori motivați din punct de vedere ideologic să sprijine un anumit guvern, nefiind intersați de plata unor sume mari de bani. A fost cazul de exemplu „British South Africa Police” (BSAP), un grupare paramilitară de infanterie ușoară format de Cecil Rhodes, aflată la începutul existenței sale sub controlu direct al Companiei Britanice a Africii de Sud (British South Africa Company). Această grupare militară a activat fără întrerupere din 1889/1890 până în 1980.

##### Criza congoleză
Criza congoleză (1960–1965) a fost o perioadă fost de turbulențe în istoria Primei Republici Congo, care a început cu independența națională față de Belgia, terminându-se prin acapararea puterii de către Joseph-Désiré Mobutu. Din anumite puncte de vedere criza avea caracteristicile luptei anticoloniale, din alte puncte de vedere era un război de secesiune cu provincia Katanga, respectiv o bătălie a Războiului Rece purtată între SUA și URSS.
Criza a avut ca rezultat moartea a 100.000 de oameni , dar a fost marcată și de două dispariții: 
asasinarea în 1961 a prim-ministrului Patrice Lumumba, și moartea Secretarului General al ONU Dag Hammarskjöld într-un accident de avion, când acesta a încercat să medieze conflictul.
În timpul crizei, facțiunile rivale au angajat mercenari. În acest conflict au fost implicată și ONU, care a trimis în mai multe rânduri forțe pentru menținerea păcii.
În perioada 1960-1961, Mike Hoare a fost angajat ca mercenar de către Moise Ciombe, lider al unei facțini din regiunea secesionistă Katanga. Hoare s-a aflat la comanda unei unități de mercenari anglofoni, „4 Commando”. Aventurile din Congo din această perioadă au fost descrise în cartea lui Hoare „ Road to Kalamata”. Același Moise Ciombe l-a angajat pe Hoare în 1964 să conducă unitatea militară „5 Commando”, formată din aproximativ 300 de mercenari, majoritatea din Africa de Sud. Misiunea acestei unități a fost lupta împotriva rebelilor Simba, care au avut la un moment dat controlul asupra aproximativ 2/3 din teritoriul țării. Și de această dată, Hoare și descris aventurile în două cărți: „Congo Mercenary” și „Congo Warriors”.
În timpul Operațiunii Dragonul Roșu, 5 Commando a cooperat îndeaproape cu parașutiștii belgieni, exilații cubanezi din exil și mercenarii angajați de CIA. Operațiunea Dragonul Roșu a avut ca scop principal cucerirea orașului Stanleyville și salvarea mai multor sute de ostatici ai rebelilor, cei mai mulți civili europeni și misionari. Operațiunea a fost un succes. Pe de altă parte, reputația lui Ciombe a fost puternic afectată, revenirea mercenarilor albi în Congo ducând până la urmă la demiterea sa din funcția de premier. 
În același conflic au mai luptat mercenarii comandați de Bod Denard – francofonii din „6 Commando”, ai lui „Black Jack” Schramme – „10 Commando” și compania anticubaneză a lui William "Rip" Robertson.
Mai târziu, în 1966 și 1967, unii dintre mercenarii lui Ciombe și jandarmi din Katanga au declanșat două rebeliuni, ambele înăbușite de armata națională congoleză. 

##### Biafra
Mercenarii au luptat de partea secesioniștilor din Biafra în cadrul Brigăzii de comando V în timpul Războiului Civil din Nigeria (1967–1970). Un număr de mercenari au luptat ca piloți pentru avioanele Biafrei. De exemplu, pilotul mercenar Heinrich Wartski (cunoscut și ca Henry Wharton) s-a prăbușit în Camerun cu avionul cu care transporta provizii militare pentru Biafra. În mai 1969, Carl Gustaf von Rosen a format o escadrilă din cinci avioane ușoare cunoscute ca 'Copilașii Biafrei, cu ajutorul căreia a atacat și distrus la sol un avion cu reacție nigerian  și a asigurat transportul de provizii alimentare pentru rebeli. Von Rosen a colaborat în cadrul misiunilor sale cu un fost pilot militar canadian, 
and delivered food aid. Von Rosen was assisted by ex-RCAF fighter pilot Lynn Garrison.

##### Angola
La începutul deceniului al optulea al secolului trecut, britanicul John Banks a recrutat mercenari pentru Frontul Național de Eliberare a Angolei, implicat în luptele împotriva Mișcării Populare pentru Eliberarea Angolei în timpul Războiului Civil din Angola, izbucnit după obținerea independenței față de Portugalia în 1975. După ce a fost capturat, John Derek Barker, lider al mercenarilor din nordul Angolei, a fost judecat și condamnat la pedeapsa capitală. În afară de Barker au mai fost condamnați la moarte alți trei mercenari: americanul American Daniel Gearhart, britaniciul Andrew McKenzie și cipriotul cu cetățenie britanică Costas Georgiou („Colonel Callan”) . Nouă alți mercenari au fost judecați și condamnați la închisoare.

##### Eritreea și Etiopia
Ambele tabere implicate în Războiul Etiopiano-Eritreean din 1998 - 2000. Se speculează că mercenarii ruși au luptat pentru forțele aeriene ale ambelor tabere.

##### Sierra Leone
Americanul Robert C. MacKenzie a fost ucis în luptă în februarie 1995 în fruntea „Gurkha Security Guards” (GSG) în Sierra Leone. GSG s-a retras la scurtă vreme după aceea, fiind înlocuită de compania privată sud-africanăș „Executive Outcomes”. Ambele companii private au fost angajate de guvernul din Sierra Leone pentru asigurarea de consultanță militară și pentru pregătirea soldaților guvernamentali. Există speculații cu privire la participarea acestor firme la lupte active împotriva rebelilor din „Frontul Revoluționar Unit”. În anul 2000, Australian Broadcasting Corporation (ABC-TV) a difuzat în cadrul programului de afaceri internaționale „Foreign Correspondent” un reportaj numit „Sierra Leone: Soldiers of Fortune” despre foști membri ai trupelor de mercenari care au luptat în Sierra Leone. Au fost prezentate contribuțiile la conflict ale unor ofițeri precum De Jesus Antonio, TT D Abreu Capt Ndume și Da Costa. De asemenea, reportajul a prezentat și cazul pilotului sud-african Neall Ellis, doborât în timpul luptelor cu elicopterul MI-24 Hind pe care îl pilota. Reportajul a prezentat de asemenea și eșecurile trupelor ONU de menținere a păcii și implicarea contractorilor privați / mercenarilor în asigurarea sprijinului operațiunilor ONU și a ale forțelor speciale britanice în 1999–2000.

##### Guineea Ecuatorială
În august 2004 a fost organizat un complot cunoscut mai târziu cu numele de „lovitura de stat Wonga”  pentru răsturanrea guvernului din Guineea Ecuatorială . Cinci soldați sud-africani (care făcuseră carieră în parioada apartheidului) și cinci cetățeni ai statului Gunineea Ecuatorială ispășesc în momentul de față pedepsele pentru implicarea în lovitura de stat care ar fi urmat să îl aducă la putere pe Severo Moto Nsá. Șase piloți armeni, condamnați pentru implicarea în același complot, au fost eliberați în 2004, după ce au fost amnistiați de președintele republicii.
Simon Mann, unul dintre fondatorii companiei private de securitate Executive Outcomes, a fost judecat în Zimbabwe și găsit vinovat în august 2004 pentru procurarea de arme pentru complotul din Guineea Ecuatorială. În timpul procesului, el a admis că s-a ocupat de procurarea de arme de foc, care urmau însă să fie folosite pentru paza unei mine de diamante din Republica Democrată Congo. În presă există speculații conform cărora unele documente aflate în posesia lui Mann i-ar implica cetățeni britanici precum Mark Thatcher, (fiul fostului premier Margaret Thatcher), Jeffrey Archer sau Ely Calil (un petrolist libanezo-britanic).
BBC a publicat un articol pe 13 ianuarie 2005 „Q&A: Equatorial Guinea coup plot”cu privire la plățile și veniturile firmelor lui Simon Mann, iar pe 10 septembrie 2004 a pulbicat un nou articol, în care descria procesul și condamnarea lui Mann și a unor colaboratori ai săi

##### Libia
Au existat afirmații conform cărora dictatorul libian Muammar Gaddafi ar fi folosit mercenari în timpul războiului civil din Libia. Grosul mercenarilor ar fi fost tuaregi, dar Gaddafi ar fi angajat soldați din multe alte state africane. Mulți dintre acești luptători ar fi fost parte a Legiunii Islamice, creată în 1972 ca parte a visurilor lui Gaddafi pentru înființarea unui mare stat islamic al Sahelului. Există mărturii conform cărora aproximativ 800 de soldați recrutați din Niger, Mali, Algeria, Ghana sau Burkina Faso și un număr mic de est-europeni au luat parte la lupte de partea lui Gaddafi. Cele mai multe surse consideră că est-europenii sunt în general veterani sârbi ai războaielor din Iugoslavia – lunetiști, piloți și specialiști în întreținerea tehnicii de zbor. Alți observatori au considerat că este vorba de mercenari din Plonia sau Belarus . Deși guvernul sârb a negat că vreunul dintre cetățenii săi ar fi fost cumva implicați în luptele din Africa de nord, rebelii anti-Gaddafi au capturat cinci mercenari sârbi și mai afirmă că au mai existat astfel de mercenari în luptele de la Benghazi . Un grup de mercenari albi sud-africani au fost angajați să îl scoată pe Gaddafi și pe fii săi din țară și să îi conducă în Niger. Activitatea acestui grup a fost stânjenită de activitatea aeriană NATO, iar liderul libian a avut parte la scurtă vreme de o moarte cumplită.
Numeroase rapoarte au indicat faptul că echipa sud-africană a continuat să asigure protecția celui de-al doilea fiu al dictatorului libian, Saif al-Islam Gaddafi By ANI (30 octombrie 2011). „Saif Gaddafi 'hires team of South African mercenaries to smuggle him to safety' – Yahoo!”. In.news.yahoo.com. Accesat în 10 noiembrie 2011. Text " ANI – Sun, 30 Oct 2011 " ignorat (ajutor)</ref>. Amnesty International a iniția o serie de investigații și a descoperit că aceste afirmații care l-ar fi vizat pe Gaddafi sau statul libian sunt ori false sau lipsite de dovezi. Opoziția libiană a declarat că a arestat mercenari străini din Turcia, Regatul Unit, Franța, Egipt, Tunisia și alte state.

### Asia de Sud

#### Secolele al XVIII-lea și al XIX-lea
Imperiul Mogul a trecut printr-un proces de fărâmițare în secolul al XVIII-lea și începutul celui de-al XIX-lea. În această perioadă au apărut și s-au dezvoltat noi puteri, printre acestea Sikh Misl și liderii militari Maratha. Aceasta a fost perioada în care o serie de mercenari provenind din o mulțime de state și-au găsit o slujbă în regiune. Unii dintre ei au reușit chiar să ajungă în fruntea unor entități statale independente (Statul Bhopal sau Statul Loharu de exemplu).

### Asia Răsăriteană

#### China Antică
Mercenarii au fost folosiți în mod regulat de liderii militaro-politici din China Antică, până la unificarea țării de Dinastia Qin. Consilierii și comandanții militari instruiți în spiritul „Artei războiului” a lui Sun Tzu erau angajați de diferiții regi și principi chinezi.
După unificarea țării de Dinastia Qin, împărații au continuat practica angajării mercenarilor din diferite regiuni – din stepele nordice până la regatele Yue din sud. Dinastia Tang a folosit pe scară largă mercenarii, de exemplu soldați tibetani sau uiguri.

#### Secolele al XV-lea – al XVIII-lea
Grupul de mercenari  „saikashuu” din provincia Kii au jucat un rol important în timpul luptelor din 1570-1580 pentru cucerirea fortăreței Ishiyama Hongan-ji. Saikashuu au luptat de asemenea alături de rebelii sectei budiste  Ikkō și au contribuit în mod hotărâtor la  încetinirea înaintării forțelor lui Nobunaga Oda.
Un alt grup de mercenari din Japonia a fost cel al luptătorilor ninja. Aceștia au fost inițial țărani care s-au organizat pentru lupta împotriva samurailor lorzilor locali. În timp, ei au ajuns să fie angajați ca mercenari pentru îndeplinirea unor misiuni precum capturarea inamicilor, infiltrarea în zonele protejate și, de cele mai multe ori, asasinarea adversarilor. Se consideră că au fost organizate clanuri ninja încă din secolul al XIV-lea, dar folosirea lor pe scară largă ca mercenari a înceoput în secolul următor, pentru ca să se încheie pe la mijlocului secolului al XVIII-lea.

#### Secolul al XX-lea
La începutul secolului al XX-lea, numeroși mercenari americani și britanici s-au aventurat în China. Astfel, Homer Lea a fost unul dintre consilierii apropiați ai lui Sun Iat-sen, fiind  implicat în mișcarea revoluționară chineză, contribuind la răsturnarea Dinastiei Qing .  Morris "Two Gun" Cohen, a ajuns aghiotant al lui Sun Iat-sen, fiind înaintat la gradul de general al armatei chineze.
În fazele de început ale celui de-al doilea război chino-japonez, mai mulți piloți străini au luptat în rândurile Forțelor Aeriene Chineze. Mercenarii au format vestita escadrilă a 14-a, o unitate de bombardiere ușoare, numită în unele surse „escadrila internațională” , activă pentru o scurtă perioadă de timp în 1938.
Guvernul SUA nu a vrut să se implice direct în conflict, date fiind restricțiile impuse de Congres, dar a încercat să îi ajute pe chinezi să respingă agresiunea japoneză. În 1941, administrația Roosevelt a autorizat formarea a trei grupuri de piloți voluntari. Primul astfel de grup a fost instalat în Burma și China și a devenit faimos sub numele de Flying Tigers. Piloții erau plătiți cu un salariu lunar de 600-750$, cu o primă de 500$ pentru fiecare avion japonez a cărei distrugere era confirmată. Al doilea grup format din piloți de bombardiere a fost format în noiembrie 1941 dar nu a mai fost deplasat în China datorită atacului japonez de la Pearl Harbor.

### Europa

#### Antichitate
Imperiul Persan a angajat numeroși mercenari greci în toată perioada clasică a existenței sale.
- Xerxes I, care a invadat Grecia în 484 î.Hr. avea în rândurile armatei sale numeroși mercenari greci.
- În cronica sa Anabasis, Xenofon descrie angajarea de către Cirus cel Tânăr a unei mari armate de mercenari greci ( „Cei zece mii”) în 401 î.Hr.. Cirus a declanșat o campanie militară pentru ocuparea tronului deținut în acel moment de fratele său, Artaxerxes al II-lea. În ciuda victorie obținută de rebeli și mercenari  în bătălia de la Cunaxa, Cirus a fost ucis în luptă și expediția nu a dus la detronarea lui Artaxerxes. La scurtă vreme după încheierea luptelor, generalul spartan Clearchos și cei mai mulți ofițeri greci au fost invitați la discuții pentru pace și uciși. Xenofon și supraviețuitorii greci au reușit o retragere spectaculoasă, presărarte de numeroase lupte, din mijlocul teritoriului inamic până la Trabzon, pe litoralul Mării Negre.
- Alexandru cel Mare a angajat  mercenari greci pentru campania împotriva regelui persan Darius al III-lea. Acesta la rândul său, avea în rândurile armatei mercenari greci, ai căror comandant a fost Memnon din Rodos (380 – 333 î.Hr.). În Bătălia de la Granicus dintre forțele macedonene și persane, în ambele tabere au luptat mercenari greci. Alexandru cel Mare a angajat de altfel mercenari greci în toate campaniile sale. Acești mercenari nu făceau parte dintre trupele orașelor-state aliate ale macedonenilor, ci erau angajați personal de Alexandru.
- Cartagina a angajat prăștieri mercenari din rândul ciobanilor din Insulele Baleare în timpul Războaielor punice. Cea mai mare parte a armatei cartagineze de altfel – cu excepția ofițerilor superiori, marinarilor și „legionarilor sacri” – era formată din mercenari.
- Membrii unor triburi independente trace precum bessi s-au angajat de-a lungul istoriei lor deseori ca mercenari ai armaterlor regulate.
- Fii lui Marte (mamertinii) au fost mercenari de origine italiană utilizați de regii Siracuzei până în perioada războaielor punice.
- Celții au servit ca mercenari în armatele antice. Regele Bitiniei a angajat mercenari galateni pe care i-a colonizat în cele din urmă în regiunea care a căpătat numele tribului lor – Galatia.
- Mithridates Eupator a recrutat un mare număr de mercenari perși, galateni și sciți în timpul războielor împotriva Romei.
- Ilirii au fost angajați în diferitele armate balcanice și chiar din regiuni mai îndepărtate.

În perioada târzie a Imperiului Roman, a devenit tot mai dificil pentru împărați și generalii săi să recruteze soldați din rândul propriilor cetățeni pentru completarea efectivelor legiunilor. Motivele au fost diverse, de la lipsa efectivă a recruților, a timpului necesar pentru instruirea corespunzătoare, a materialelor militare și până la, nu în ultimul rând, diferite considerente politice. De aceea, începând cu sfârșitul secolului al IV-lea, imperiul a angajat membri ai diferitelor triburi barbare atât în rândul legiunilor cât și ca foederati autonomi. Barbarii au fost supuși procesului de romanizare, iar veteranii legiunilor au fost colonizați în regiunile în care era necesară repopularea.
În Imperiul Bizantin, varegii au format garda imperială pe parcursul a mai multe secole.

#### Evul Mediu

Mercenar turc în serviciul bizantinilor, aproximativ 1436

Împărații Bizanțului au folosit practica romană a angajării mercenarilor străini în cadrul gărzilor imperiale. Garda varegă era formată din militari profesioniști scandinavi (vikingi). Acești soldați erau preferați deoarece se considera că atâta vreme cât nu aveau legături de sânge cu grecii, nu puteau fi corupți, îl apărau cu credință pe împăratul care le plătea soldele și nu aveau nicio reținere să înăbușe violent orice fel de rebeliune împotriva monarhului. Unul dinte cei mai cunoscuți mercenari vikingi a fost viitorul rege Harald al III-lea al Norvegiei, cunoscut și cu supranumele de Harald Hardrada („Conducătorul dur”), care a sosit la Constantinopol în 1035 și s-a angajat în garda varegilor. El a participat la optsprezece bătălii în slujba bizantinilor. Până la reîntoarcerea sa în patrie în 1043, el a fost înaintat în funcție până la aceea de „Akolythos” – comandant al gărzii varege. Avea să moară în 1066 în bătălia de la Stamford Bridge împotriva regelui Harold Godwinson.
În timpul cuceririi normande a Angliei, flamanzii  (locuitori originari din Flandra)  au format un contingent important al armatei lui William Cuceritorul. După terminarea campaniei de cuceriri, o parte a acestor mercenari nu a mai părăsit țara, contribuind la colonizarea teritoriilor nou cucerite. Contingentele de mercenari flamanzi aveau să formeze părți importante ale armatelor britanice de-a lungul întregii perioade de domnie a dinastiilor normande și Plantagenet (secolele al XI-lea – al XII-lea). În perioada de războaie civile cunoscute ca „Anarhia”, sau „Iarna de 19 ani”, flamandul Willem van Ieper a ajuns unul dintre cei mai apropiați colaboratori militari ai regelui Ștefan în perioada 1139 – 1154. Pentru serviciile sale, regele l-a înobilat, făcându-l conte de Kent.
În Italia, condottiero era un lider militar care își oferea experiența și militarii din subordine orașelor-stat dispuse să plătească.
În perioada regatelor musulmane din Peninsula Iberică, cavalerii creștini precum El Cid și-au oferit serviciile atât liderilor musulmani, cât și celor creștini. Almogavarii au luptat la început pentru Catalonia și Aragon, dar Compania Catalană a Orientului fondată de Roger de Flor a intrat în serciviul Imperiului Bizantin. Mercenarii catalani și germani au jucat un rol important în obținerea de către sârbi a victoriei în Bătălia de la Velbužd din 1330.
În timpul Evului Mediu a luat amploare fomarea așa-numitelor „companii libere” (sau „lăncieri liberi”) formate din mercenari. Unele dintre statele medievale nu aveau suficienți bani pentru întreținerea unor forțe regulate permanente și de aceea au preferat să angajeze mercenari pentru perioadele de conflict. Asemenea companii se formau de regula la sfârșitul conflictelor militare, când soldații profesioniști erau aproape de terminarea contractului și veteranii erau obligați să-și găsească noi angajamente. Companiile libere se specializau de cele mai multe ori în forme de luptă care cereau perioade îndelungate de instrucție și antrenament, greu de asigurat de armatele neregulate. Compania Albă comandată de Sir John Hawkwood este cea mai bine cunoscută astfel de formațiune militară a secolului al XIV-lea. În perioada secolelor XIII-XVII, mercenarii originari din Scoția cunoscuți ca „galloglas” au luptat atât în insulele britanice, cât și pe continent. Galezul Owain Lawgoch (Owain Mână Roșie) a format o companie liberă care a luptat pentru francezi împotriva englezilor în timpul Războiului de 100 de ani

#### Secolele al XV-lea și al XVI-lea

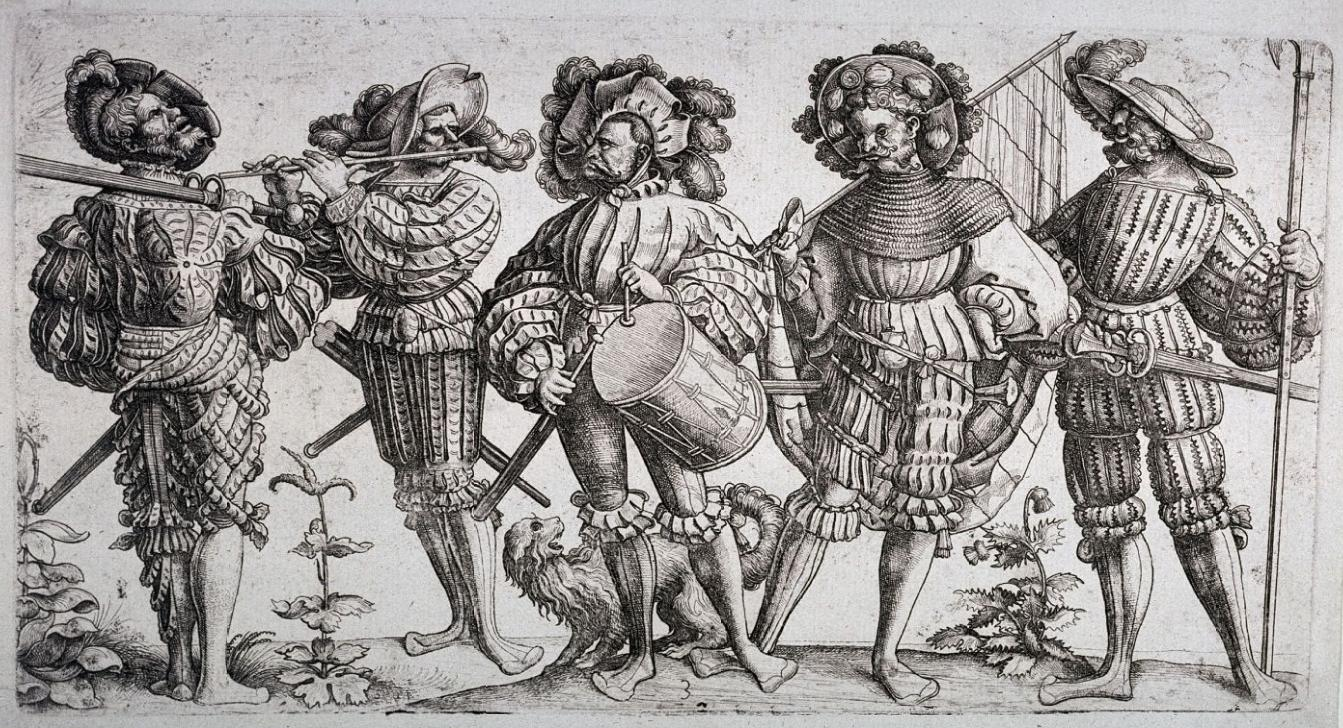
„Cele cinci mercenari”, gravură de Daniel Hopfer, circa 1530

Frizianul Pier Gerlofs Donia a condus un grup de mercenari „Grupul negru din Arum” împotriva autorităților habsburgice din Cele 17 Provincii. Ei au luptat în principal tot împotriva unor mercenari.
Mercenarii elvețieni au format unități de infanterie foarte eficientă pe parcursul secolelor XV-XVI. În timp însă, formațiunile lor relativ rigide au devenit mai puțin eficiente și vulnerabile la focul archebuzelor și pieselor de artilerie, care au cunoscut o tot mai puternică dezvoltare în acea perioadă.
În această perioadă, locul elvețienilor pe câmpurile de luptă a fost ocupat treptat de mercenarii germani landsknecht. Ei și-au cucerit o reputație redutabilă, fiind angajați de toate statele medievale în perioada sfârșitului secolului al XV-lea și de-a lungul întregului secol al XVI-lea.
Sir Thomas Morus, în cartea sa Utopia, a susținut folosirea mercenarilor în locul soldaților recrutați din rândurile propriilor cetățeni.
Războaiele din Scoția și Irlanda secolelor XIII-XVI au fost purtate cu participarea masivă a mercenarilor gallowglas. Aceștia erau infanteriști protejați de armuri, foarte bine înarmați, care erau folosiți atât pe câmpul de luptă cât și pe post de gărzi de corp pentru diferiți lideri militari.
În această perioadă, Niccolò Machiavelli a pledat împotriva folosiri mercenarilor în opera sa Principele. El afirma că, atâta vreme cât singura motivație a mercenarilor este banul, ei nu vor fi dispuși să își riște viața pentru câștigarea unei bătălii. El mai sublinia faptul că un mercenar care eșua în misiunea sa era în mod clar un militar prost, dar unul care ar fi fost victorios ar fi devenit mai periculos. Machiavelli a demonstrat că o armată de mercenari victorioasă nu mai ar avea nevoie de angajatorul  ei pentru că a devenit mai puternică din punct de vedere militar decât presupusul superior. Acest fapt ar fi explicat trădările dese care caracterizau relațiile mercenar / client în Italia, dat fiind faptul că nicuna dintre părți nu avea încredere în partenerul de afaceri. Soluția era reprezentată în gândirea omului de stat italian doar de recrutarea soldaților din rândul cetățenilor țării, care erau caracterizați de o dragoste reală pentru propria patrie.
Stratioti (în limba greacă: στρατιώτες, stratiotes]] au fost unități de mercenari originari din Peninsula Balcanică. Ei au fost angajați în perioada secolelor XV-XVIII  în principal de statele din Europa de Sud și Centrală. Stratioti au fost recrutați din Albania, Grecia, Dalmația și la un moment dat și din Cipru. Cei mai mulți istorici consideră că statioti au fost în principal albanezi. Un studiu al istoricului grec Commines arată că aproximativ 80% dintre numele soldaților stratioti au origini albaneze, pe când cele mai multe nume ale ofițerilor sunt de origini elen. Un număr mic de nume ale stratioti sunt de origine slavă. Printre numele liderilor militari stratioti apar unele ale unor familii nobile bizantine precum Palelolog sau Comnen.
Stratioti au fost promotorii unor tactici noi ale cavaleriei ușoare pentru Europa Occidentală. La începutul secolului al XVI-lea, tacticile, armele și armurile cavaleriei grele europeană au fost modificate pentru ca să facă față provocărilor stratioti angajați de venețieni sau a husarilor maghiari. Stratioti au adus pe câmpul de luptă tacticile atacurilor impetuoase, urmate de retrageri rapide, a  ambuscadelor, a retragerilor false și  a altor manevre complexe.  Aceste tactici copiau în parte pe cele ale spahiilor și achingiilor otomani. Datorită tacticilor noi pentru Europa Occidentală, stratioti au înregistrat o serie de succese în fața cavaleriei grele franceze în timpul războaielor din Italia secolului al XVI-lea.
Despre stratioti se povestește că obișnuiau să decapiteze inamicii morți, dar și prizonierii uneori, Commines afirmând că mercenarii erau plătiți literalmente pe cap de militar ucis.

#### Secolele al XVII-lea și al XVIII-lea

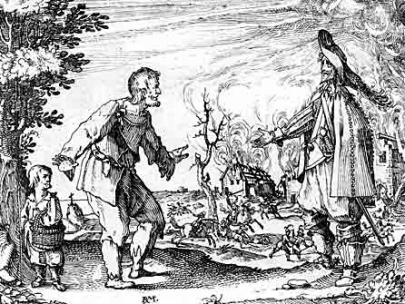
Un țăran cerând îndurare unui mercenar în fața fermei sale incendiate în timpul Războiului de 30 de ani

Recrutarea străinilor pentru noi regimente și pentru forțele foarte specializate ale armatelor europene  a început în mod sistematic doadă cu izbucnirea Războiului de 30 de ani. Istoricul Geoffrey Parker afirmă că, între 1618 și 1640, aproximativ 40.000 de scoțieni, aproximativ 15% din populația masculină adultă, au luptat în Războiul de 30 de ani.
După semnarea Tratatului de la Limerick din 1691, soldații de origine irlandeză care au luptat în Franța au luat parte la așa-numitul „zbor al gâștelor sălbatice”. Numeroși irlandezi au transformat mercenariatul în principala sau unica sursă de venit.Unul dintre cei mai vestiți mercenari irlandezi ai perioadei, contele Patrick Sarsfield, a fost ucis în bătălia de la Laden, pe când lupta de partea francezilor. Se povestește că ultimele sale cuvinte ar fi fost: „Măcar dacă asta ar fi fost pentru Irlanda”.
Aproximativ o treime dintre regimentele de infanterie ale Armatei Regale Franceze de dinaintea Revoluției franceze era formată din soldați străini. Cel mai numeros grup de mercenari străini era format din cele 12 regimente elvețiene. Alte grupuri importante erau formate din Brigada irlandeză și, după ce recrutarea „gâștelor sălbatice” a devenit tot mai dificilă, germanii au format grosul mercenarilor străini din cadrul acestei brigăzi. Ofițerii brigăzii irlandeze au fost însă în continuare recrutați din familiile emigranților irlandezi stabiliți de vreme îndelungată în Franța. În timpul domniei regelui Ludovic al XV-lea au funcționat regimente de mercenari scoțieni (Garde Écossaise), suedezi (Royal-Suédois), italieni (Royal-Italien) și valoni (Horion-Liegeois). În 1773, armata franceză avea aproximativ 20.000 de infanteriști recrutați din străinătate. Numărul acestora a crescut la 48.000 de mercenari în timpul Războiului de Șapte Ani. După terminarea acestui conflict, numărul acestor mercenari a scăzut continuu.
În Italia, în timpul războaielor interfamiliale precum conflictul pentru controlul orașului Castro dintre clanurile Barberini și Pamphili pe de-o parte și Farnese pe de alta, mercenarii au fost folosiți pe scară largă pentru suplimentarea efectivelor forțelor armate de care dispuneau familiile în conflict. Alături  de armatele unei sau alteia dintre familiile în conflict au luptat armatele private ale nobililor italieni.
În timpul Revoluția americană|Revoluției Americane]], regele George al III-lea al Regatului Unit a angajat mercenari germani pentru întărirea armatei regale din America. Majoritatea mercenarilor germani proveneau din principaltul Hesse-Kassel. Din acest motiv, revoluționarii americani i-au  numit pe mercenarii germani „hessieni”, indiferent de statul german din care erau recrutați.
Armata spaniolă a folosit de asemenea regimente permanente de mercenari. În rândurile armatei spaniole au existat trei regimente irlandeze („gâște sălbatice”), unul italian (Neapole) și cinci suedeze (Wimpssen, Reding, Betschart, Traxer și Preux). De asemenea unul dintre regimentele Gărzii Regale a fost format din valoni. Ultimul regiment de mercenari din armata spaniolă a fost demobilizat în 1815 ca urmare a dificultăților de recrutare apărute după izbucnirea Războaielor napoleoniene. Un eveniment notabil al conflictelor din această ultimă perioadă a apărut în timpul  bătăliei de la Bailén, când „elvețienii roșii” (numiți astfel după culoarea uniformelor lor) din cadrul armatei franceze au fost obligați să lupte împotriva „elvețienilor albaștri” din armata spaniolă.

#### Secolul al XIX-lea până în prezent
„Atholl Highlanders” sunt un regiment privat de infanterie format de ducele de Atholl în 1839 strict pentru a fi folosit în cadrul ceremoniilor. Acest regiment a primit un statut militar oficial din partea reginei Victoria în 1845 și este în zilele noastre ultima armată privată din Europa cu statut legal.

### Caucaz

#### Osetia de Sud și Abhazia
În timpul războaielor din Abhazia și Osetia de Sud, părțile implicate în conflict s-au acuzat reciproc de folosirea mercenarilor: a celor originari din Ucraina de către Georgia și a respectiv a celor originari din Rusia de partea Abhaziei și Osetiei de Sud. Rusia a pretins că mercenari din SUA, Cehia, Țările Baltice și Turcia au participat la conflict.

#### Revolta din Siria

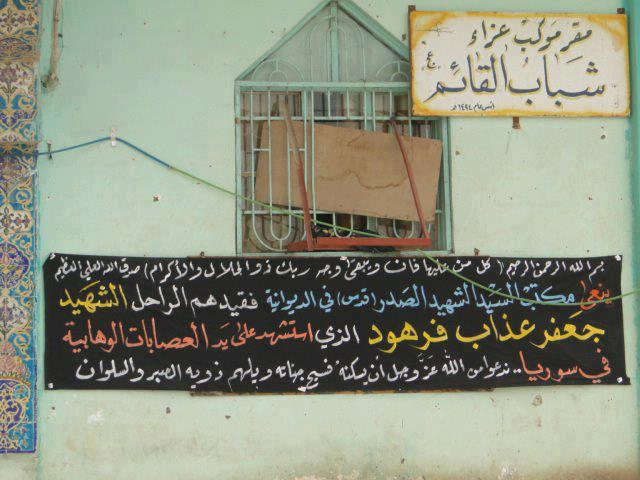
Un afiș la sediul miliției Jaish al-Mahdi din Al Diwaniyah, Irak, în care este anunțat decesul unuia dintre membrii săi în Siria

În timpul Revoltei din Siria, forțele antiguvernamentale au pretins că Bashar al-Assad a permis recrutarea unor mercenari din Iran, milițiile libaneze Hezbollah sau  irakiene Jaish al-Mahdi .

## Vezi și
- Freelancer
- Soldier of Fortune (revistă)